# Kathedraal van Girona

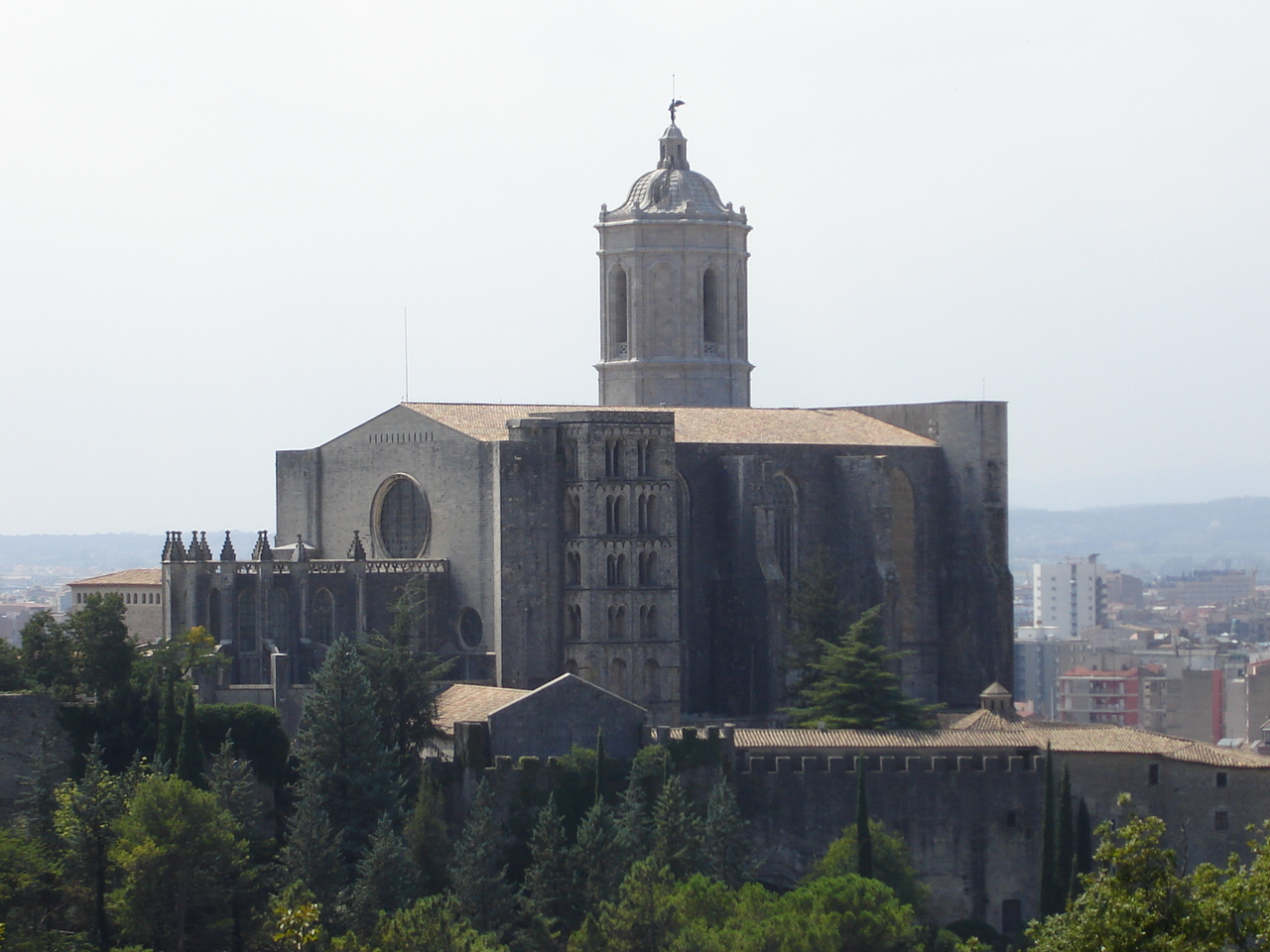
Kathedraal

Plattegrond van de kathedraal.

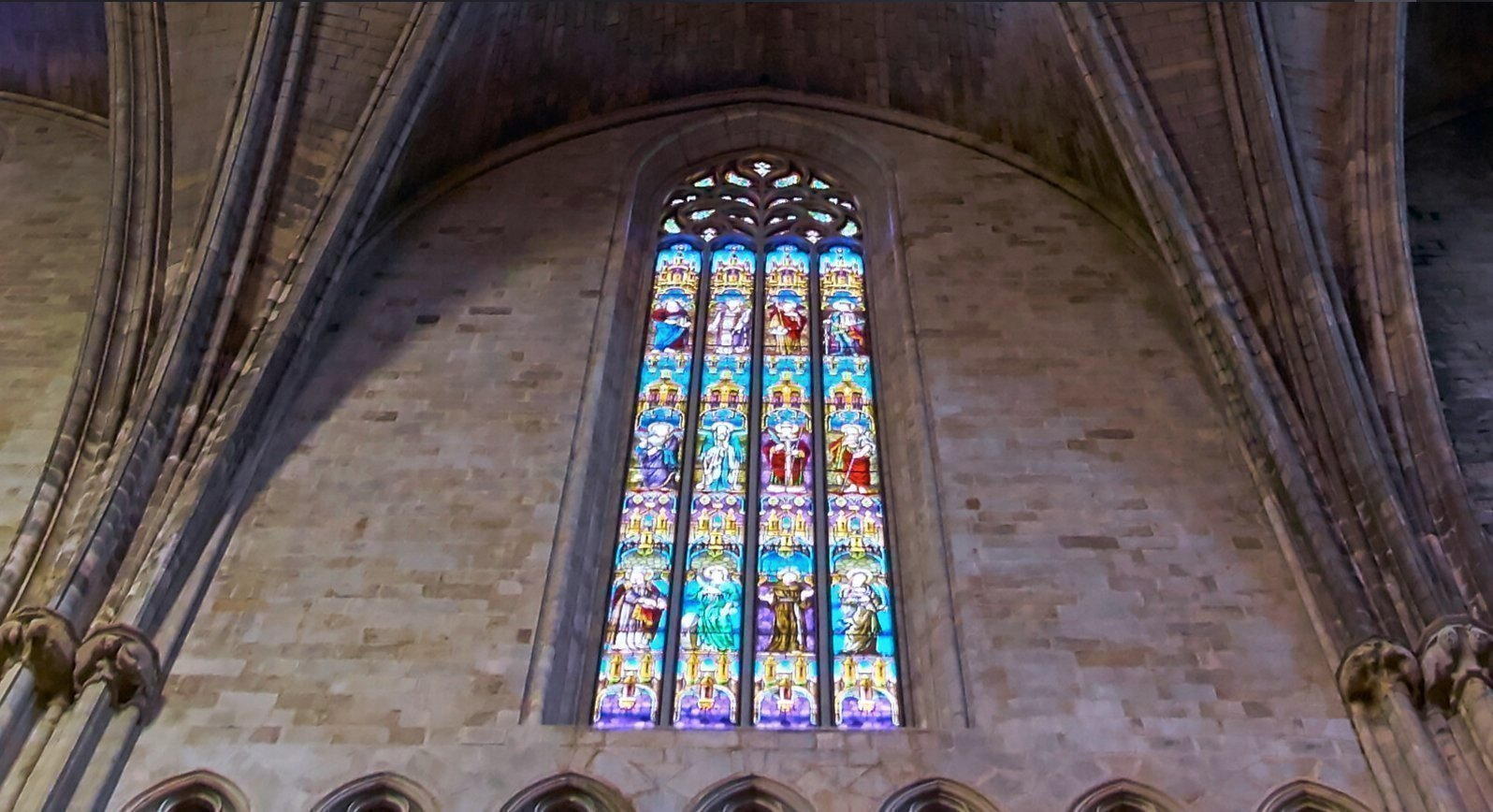
Een van de hoge glas-in-loodramen in de noordgevel, 14 m hoog en 3 m breed

De Kathedraal van Girona is een rooms-katholieke kerk in Girona, Catalonië, Spanje. Het interieur van de kathedraal bevat het breedste gotische schip van de wereld, met een breedte van 22,98 meter, en het op een na grootste schip van alle, na de Sint-Pietersbasiliek in Vaticaanstad (ter vergelijking: de breedte van het schip van Kathedraal van Reims meet 14,65 m, Saint-Étienne de Sens, 15,25 m en 12 m, bij Notre Dame de Paris). De bouw ervan begon in de 11e eeuw in romaanse bouwstijl en werd voortgezet in de 13e eeuw in gotische stijl.Het interieur toont het grandioze gotische schip, overdekt door een diagonaal booggewelf ondersteund door groepen kleine zuilen. De zijsteunen van de eerste sector herbergen twee kapellen per sectie. In de tweede ruimte, in de twee secties voor het bereiken van de pastorie, grote gotische ramen open en onderaan de skeletramen die de twee muren kruisen. Vóór de pastorie en het einde van het grote schip sluit een muur met een centrale boog en twee laterale, plus drie oculi, twee kleinere boven de drie kleine ramen van het skelet en een grotere in het midden. bij de boog. De glas-in-loodramen in de pastorie dateren uit de 16e eeuw, met als thema het leven van de Maagd.De bouw van de kathedraal begon in de 11e eeuw in een romaanse stijl en werd later voortgezet in de 13e eeuw in een gotische stijl. Van het originele romaanse bouwwerk is enkel het klooster en de klokkentoren overgebleven. De bouw van de kerk werd beëindigd in de 18e eeuw.
De kathedraal van Girona werd in 2007 uitgeroepen tot een van de Zeven Wonderen van Catalonië.

## Geschiedenis
Voor de islamitische verovering van het Iberisch Schiereiland bestond er op deze plek al een primitieve christelijke kerk, welke echter in 717 werd veranderd in een moskee. De Franken heroverden de stad in 785 onder Karel de Grote en de kerk werd opnieuw ingewijd in 908.
In 1015 bevond de kerk zich in een slechte staat. Bisschop Peter Roger, de zoon van graaf Roger I van Carcassonne, renoveerde het met het geld wat hij verkreeg nadat hij de kerk van het klooster van Sint Daniël had verkocht aan zijn zwager, Ramon Borrell, graaf van Barcelona. De kerk en haar klooster werden tot 1064 in romaanse stijl gebouwd. De klokkentoren werd voltooid in 1117.
Het complex werd in 1312 herontworpen door Pere Sacoma. Na jaren van twijfel begonnen Guillem Bofill en Antoni Canet het project in 1416. De nieuwe kerk heeft een gotisch schip van 35 m hoog en de klokkentoren reikt tot 70 meter.

## Architectuur
De kerk heeft een barokke façade (gebouwd vanaf 1606 en beëindigd in 1961 met het bovenste gedeelte) en bevindt zich boven aan een trap die in 1607 werd afgebouwd. De beelden op de façade zijn gemaakt door lokale beeldhouwers in de jaren 60. Andere kenmerken van de buitenkant van de kathedraal zijn onder andere de gotische deur van de aartsengel Michaël aan de noordzijde en de deur van de apostelen aan de zuidzijde, beide uit de 14e eeuw.

## Museum
De belangrijkste bezienswaardigheid in het museum is het Wandtapijt van de schepping, een groot tapijt met daarop het scheppingsverhaal.